# Erxleben (Osterburg)
Erxleben ist Ortschaft und Ortsteil der kreisangehörigen Hansestadt Osterburg (Altmark) im Landkreis Stendal in Sachsen-Anhalt.

## Geographie

### Lage
Erxleben, ein nach Osten erweitertes Straßendorf mit Kirche, liegt etwa 4,5 Kilometer südlich der Stadt Osterburg (Altmark) und 17 Kilometer nordwestlich von Stendal.
Das flachwellige Gebiet um Erxleben wird von zahlreichen Gräben durchzogen, die zur Biese und zur Uchte entwässern.
Nachbarorte sind Ballerstedt im Südwesten, Klein Ballerstedt im Westen, Osterburg mit der Stadtrandsiedlung und Schilddorf im Norden, Düsedau im Nordosten, Tympen und Petersmark im Südosten, Ziegenhagen und Polkau im Süden.

### Ortschaftsgliederung
Zur Ortschaft Erxleben gehören die Ortsteile Erxleben und Polkau. Der nordwestliche Teil des Dorfes Erxleben, die Straße „Möckern“, ist im Sachsen-Anhalt-Viewer als Wohnplatz „Möckern“ ausgewiesen. Möckern war früher eine eigene Gemeinde.

## Geschichte

### Mittelalter bis 20. Jahrhundert

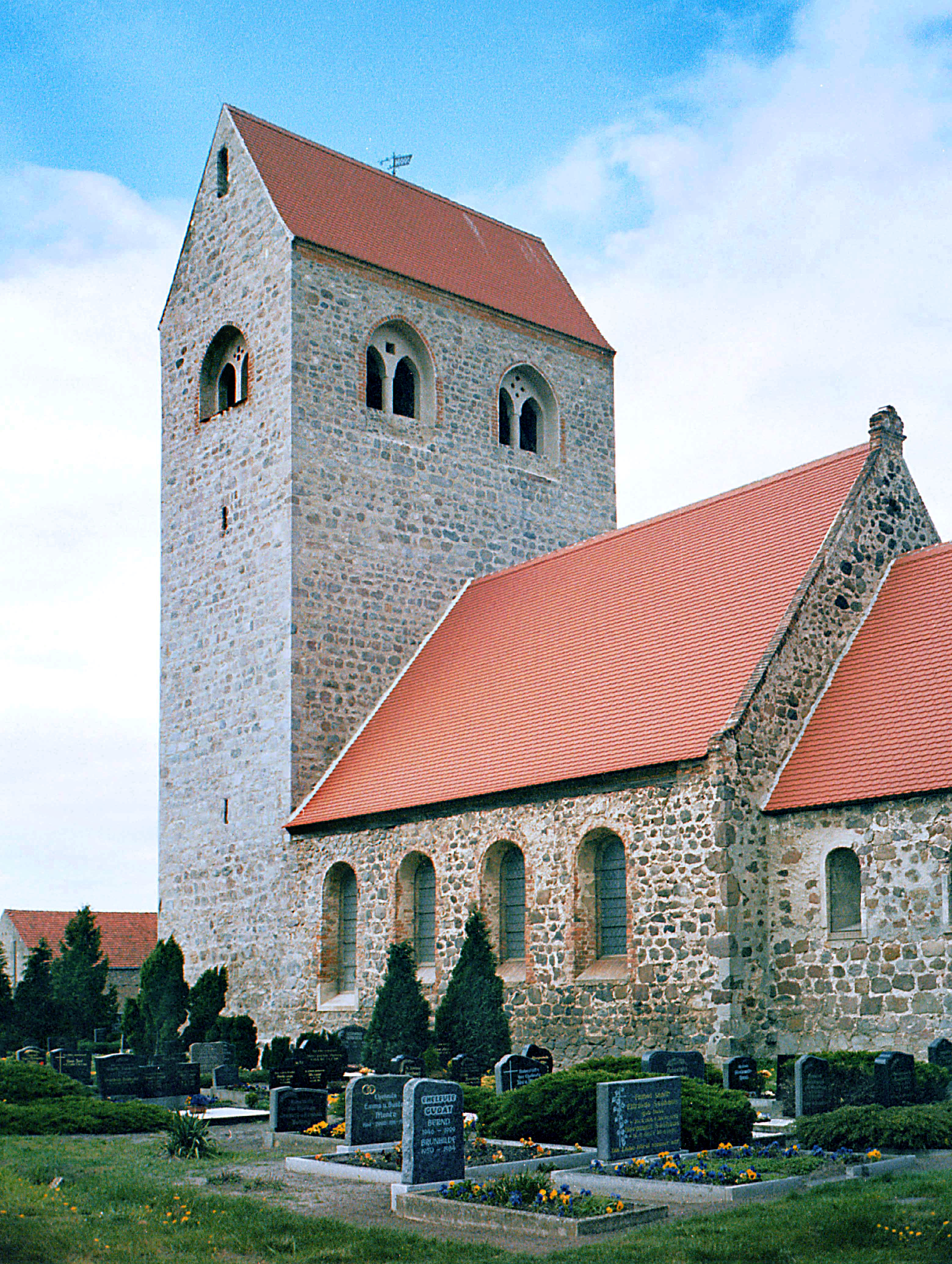
Dorfkirche Erxleben

Erxleben taucht im Jahre 1200 erstmals in einer Urkunde auf als Ercsleve, Ercsleue, als  Graf Siegfried von Osterburg 5 Hufen an das Kloster Krevese gibt. Im Jahre 1238 wird es als Irkesleve aufgeführt, als Graf Siegfried von Osterburg Dörfer und Besitz in der Altmark, mit denen er vorher vom St. Ludgerikloster Helmstedt belehnt worden war, dem Abt Gerhard von Werden und Helmstedt überschrieb. Weitere Nennungen sind 1287 Erksleve, 1314 in villa Yrcksleve, 1362 dat dorp Arxsleuen, dat man ok numet Mokern. Im Landbuch der Mark Brandenburg von 1375 wird das Dorf als Ergsleve und Erksleve  aufgeführt. Es werden äußerst komplexe Besitzverhältnisse aufgeführt. Der Schulze hatte seinen Hof frei. Es gab 21 Höfe, Krüger, Müller und Windmüller. Noch zu nennen wären 1446 Ergksleue, 1541 Arxleben, 1687 Erxleben, sowie auch 1804 das Dorf Erxleben mit Schmiede, Windmühle und zwei Krügen.

### Herkunft des Ortsnamens
Der Name könnte abgeleitet werden von Argo, Erk, einem alten deutschen Personennamen vom althochdeutschen arc für habgierig oder arg.

### Frühere Erwähnung 1145
Der Historiker Peter P. Rohrlach schreibt, es ist unsicher, ob die Angaben zu Errekesleue, beginnend im Jahre 1145 in den Urkunden des Bistums Magdeburg, mit dem Exleben bei Osterburg in Verbindung stehen. Es könnte dort auch das Erxleben im heutigen Landkreis Börde gemeint sein.

### Eingemeindungen
Das Dorf Erxleben gehörte bis 1807 zum Stendalschen Kreis, danach bis 1813 zum Landkanton Osterburg im Königreich Westphalen, ab 1816 kamen beide Gemeinden in den Kreis Osterburg, den späteren Landkreis Osterburg in der preußischen Provinz Sachsen.
Am 1. Oktober 1938 erfolgte der Zusammenschluss der Gemeinden Erxleben und Möckern, beide aus dem Landkreis Osterburg, zu einer Gemeinde Erxleben.
Am 20. Juli 1950 wurde die bis dahin eigenständige Gemeinde Polkau nach Erxleben eingemeindet. Am 25. Juli 1952 wurde Erxleben in den Kreis Osterburg umgegliedert.
Am 1. Januar 1964 wurde Polkau der Gemeinde Ballerstedt zugeordnet, aber bereits am 22. November 1967 wurde der Ortsteil nach Erxleben zurückgegliedert.
Am 1. Juli 1994 kam die Gemeinde Erxleben zum Landkreis Stendal.
Durch einen Gebietsänderungsvertrag haben die Gemeinderäte der Gemeinden Ballerstedt, Düsedau, Erxleben, Flessau, Gladigau, Königsmark, Krevese, Meseberg, Rossau, Walsleben und der Hansestadt Osterburg (Altmark) beschlossen, dass ihre Gemeinden aufgelöst und zu einer neuen Einheitsgemeinde mit dem Namen Hansestadt Osterburg (Altmark) vereinigt werden. Dieser Vertrag wurde vom Landkreis als unterer Kommunalaufsichtsbehörde genehmigt und trat am 1. Juli 2009 in Kraft.
Nach Umsetzung des Gebietsänderungsvertrages der bisher selbständigen Gemeinde Erxleben werden Erxleben und Polkau Ortsteile der neuen Hansestadt Osterburg (Altmark). Für die eingeflossene Gemeinde wird die Ortschaftsverfassung nach den §§ 86 ff. der Gemeindeordnung Sachsen-Anhalt eingeführt. Die aufgenommene Gemeinde Erxleben und künftigen Ortsteile Erxleben und Polkau wurden zur Ortschaft der neuen Hansestadt Osterburg (Altmark). In der eingeflossenen Gemeinde und nunmehrigen Ortschaft Erxleben wurde ein Ortschaftsrat mit fünf Mitgliedern einschließlich Ortsbürgermeister gebildet.

### Einwohnerentwicklung

#### Gemeinde Exleben
| Jahr | Einwohner |
| ---- | --------- |
| 1734 | [00]300   |
| 1772 | 262       |
| 1790 | [00]271   |
| 1798 | [00]196   |
| 1801 | 193       |
| 1818 | 200       |
| 1840 | 237       |
| 1864 | 316       |

| Jahr | Einwohner |
| ---- | --------- |
| 1871 | 315       |
| 1885 | 282       |
| 1892 | [00]291   |
| 1895 | 320       |
| 1900 | [00]330   |
| 1905 | 330       |
| 1900 | [00]352   |
| 1925 | 343       |

| Jahr | Einwohner |
| ---- | --------- |
| 1939 | 444       |
| 1946 | 692       |
| 1964 | 544       |
| 1871 | 771       |
| 1981 | 647       |
| 1993 | 595       |
| 2006 | 499       |

Quelle, wenn nicht angegeben, bis 2006:

#### Ortsteil Exleben
| Jahr | Einwohner |
| ---- | --------- |
| 2011 | [00]320   |
| 2012 | [00]320   |
| 2018 | [00]288   |
| 2019 | [00]280   |
| 2020 | [00]281   |

| Jahr | Einwohner |
| ---- | --------- |
| 2021 | [00]289   |
| 2022 | [0]293    |
| 2023 | [0]288    |

## Religion
Die evangelische Kirchengemeinde Erxleben bei Osterburg, die früher zur Pfarrei Erxleben bei Osterburg gehörte, wird heute betreut vom Pfarrbereich Königsmark im Kirchenkreis Stendal im Bischofssprengel Magdeburg der Evangelischen Kirche in Mitteldeutschland.
Nach Ernst Machholz stammen die ältesten überlieferten Kirchenbücher für Erxleben aus dem Jahre 1643. Ernst Haetge teilt jedoch mit, dass die ältesten Kirchenbücher von 1642 stammen, wobei Register für 1751 bis 1877 vorliegen.
Die katholischen Christen gehören zur Pfarrei St. Anna in Stendal im Dekanat Stendal im Bistum Magdeburg.

## Politik

### Ortsbürgermeister
Der derzeitige Ortsbürgermeister der Ortschaft Erxleben ist Steffen Seifert.

### Ortschaftsrat
Die Ortschaftsratswahl am 26. Mai 2019 ergab das folgende Ergebnis:
- Die Freie Wählergemeinschaft FWG Polkau errang 56,0 Prozent der Stimmen und damit 3 Sitze.
- Die SPD konnte mit 44,0 Prozent der Stimmen 2 Sitze erringen.

Gewählt wurden eine Ortschaftsrätin der SPD und vier Ortschaftsräte.
Die Wahlbeteiligung lag bei 68,9 Prozent.

### Wappen
Blasonierung: „Geviert von Silber und Blau; Feld 1 und 4 ein blaues Wagenrad.“
Auf der Gemeinderatssitzung im März 2003 wurde beschlossen, folgende von der Gemeinde gewünschte Symbolik in das Ortswappen aufzunehmen: Den silber (weiß) und blau quadrierten Schild in Bezug auf die Familie von Erxleben. Die Wagenräder in zwei Schildfeldern als Bezug zu den Ackerwagen, die früher das Ortsbild bestimmten und bereits im Wappen zur 750-Jahr-Feier vorhanden waren. Die Gestaltung des Wappens erfolgte durch den Heraldiker Jörg Mantzsch.

### Flagge
Die Flagge ist blau-weiß (1:1) gestreift (Querform: Streifen waagerecht verlaufend, Längsform: Streifen senkrecht verlaufend) und mit dem mittig angeordneten Gemeindewappen belegt.

## Kultur und Sehenswürdigkeiten

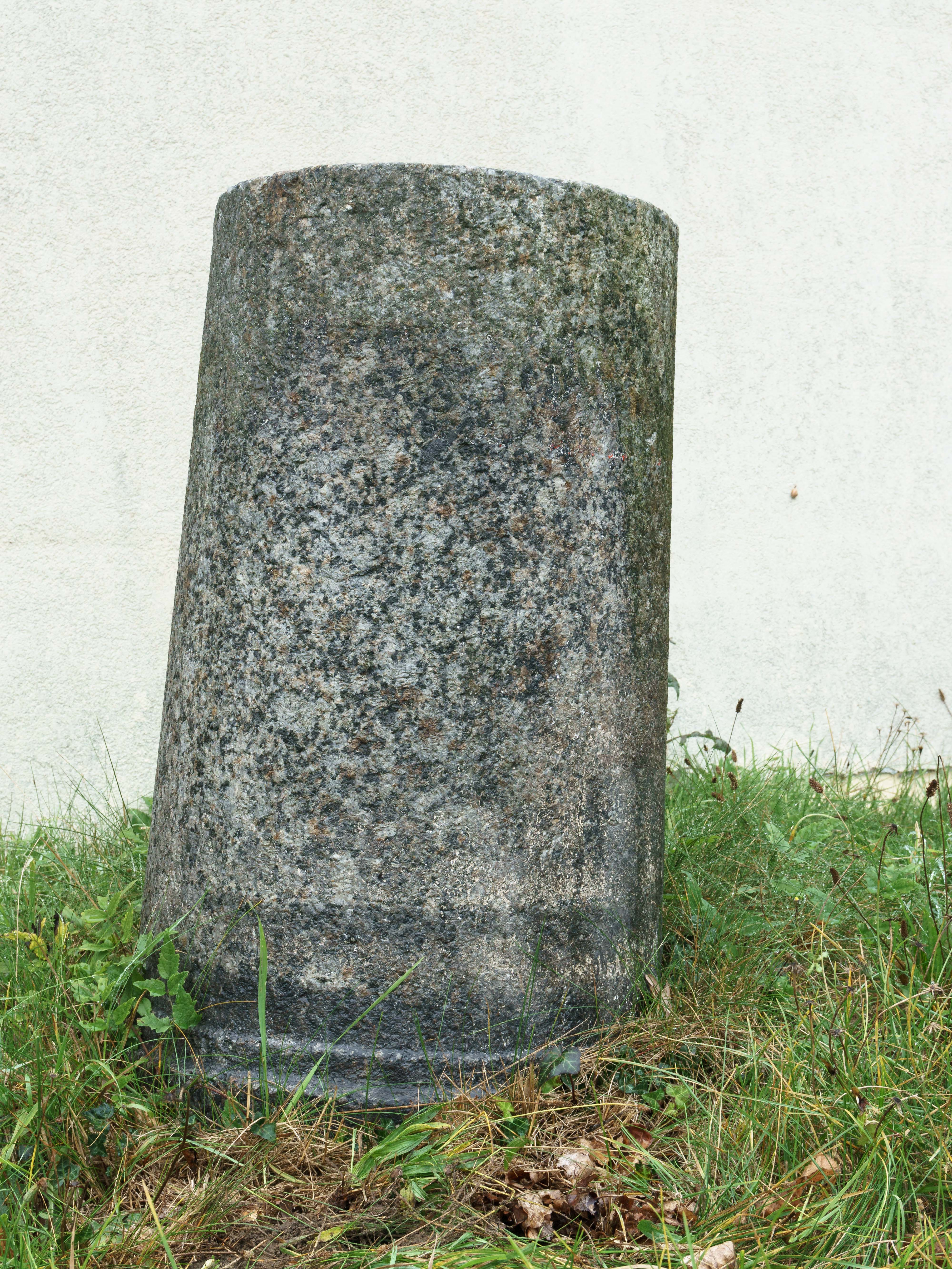
Preußischer Rundsockelstein in Erxleben

- Die evangelische Dorfkirche Erxleben, ein Feldsteinbau, stammt aus der 2. Hälfte des 12. Jahrhunderts. Sie ist vierteilig, hat einen breiten Turm und hohe Schiffe. Der Schutzheilige der Kirche war St. Godehard.[30] Im Turm hängt eine Glocke aus der abgerissenen Dorfkirche Niedergörne.[28]
- Der Ortsfriedhof ist auf dem Kirchhof.
- Mehrere Häuser im Dorf und der Rundsockelstein nördlich des Dorfes stehen unter Denkmalschutz.
- In der Ortsmitte von Erxleben steht ein aus Natursteinen gemauertes Ehrenmal für die Kriegstoten des Ersten Weltkrieges. Es ist mit einem Eisengitter umzäunt und trägt einen Adler mit ausgebreiteten Schwingen auf der Spitze.[31]

## Wirtschaft und Infrastruktur
Neben der Landwirtschaft, die diesen Teil der Altmark prägt, ist in Erxleben die Baubranche, das Handwerk und die Gastronomie ansässig. In Erxleben befindet sich das Therapheutische Zentrum des Landkreises mit einer angegliederten Schule für geistig Behinderte. Es gibt ein Dorfgemeinschaftshaus und eine Freiwillige Feuerwehr, die von einem Förderverein unterstützt wird. Der Frauenchor Erxleben e. V. wurde vor über 40 Jahren gegründet. Zu seinem Repertoire gehören „alte deutsche Volkslieder, aber auch gesangliche Ausflüge in die internationale Folklore“.
In Erxleben ist ein Vorranggebiet für Windkraftanlagen mit einer Fläche von 278 Hektar ausgewiesen, das mit 19 Anlagen und einer Leistung von 46,45 Megawatt voll belegt ist.

### Verkehrsanbindung
Erxleben liegt an der Bundesstraße 189 (Stendal−Wittenberge). Von Erxleben führen weitere Landstraßen nach Bismark (Altmark) und in die Gemeinden der Wische. Der nächste Bahnhof befindet sich im 4 Kilometer entfernten Osterburg an der Strecke Magdeburg–Wittenberge.

## Sage aus Erxleben
Alfred Pohlmann überlieferte im Jahre 1901 die Sage „Der gespenstische Zug zwischen Erxleben und Düsedau“. Die Mitternachtsstunde ist auf einer Stelle des Weges zwischen den Dörfern Erxleben und Düsedau bei Osterburg nicht geheuer. Es zieht dann dort ein geisterhafter Zug von vielen Gespenstern langsamen Schrittes über den Weg. Ein Geräusch hört man nicht. Viel eher und besser noch als die Menschen nehmen die Pferde den gespenstischen Zug wahr…

## Persönlichkeiten
- Julius Boecker (* 1872 in Erxleben; † 25. Januar 1951 in Merseburg), Verwaltungsjurist und Hochschullehrer
- Johann Eisenhart (* 18. Oktober 1643 in Erxleben; † 9. Mai 1707 in Helmstedt), Rechtswissenschaftler und Hochschullehrer